# Armand Chapt de Rastignac
Armand Chapt de Rastignac, fr. Armand-Anne-Auguste-Antonin-Sicaire Chapt de Rastignac (ur. 1726 w Lanion, zm. 2 września 1792 w Saint-Germain-des-Prés) – francuski duchowny, błogosławiony Kościoła katolickiego.
Urodził się na zamku Prigord w Lanion. Po święceniach kapłańskich działalność duszpasterską prowadził w Orleanie i Tours, a później został archidiakonem w Arles. Zasiadał w Stanach Generalnych. Gdy w rewolucyjnej Francji nasiliło się prześladowanie katolików, w sierpniu 1792 został uwięziony w opactwie Saint-Germain-des-Prés. Zginął z rąk tłumu, który wcześniej wymordował przewożonych z merostwa do opactwa więźniów, w czasie masakr wrześniowych.
W dorobku pisarskim pozostawił liczne teksty polemiczne.
W Kościele katolickim wspominany jest w dzienną rocznicę śmierci.
Armand Chapt de Rastignac został beatyfikowany 17 października 1926 wraz z 190 innymi męczennikami francuskimi przez papieża Piusa XI.